# Tretjärnarna (Hotagens socken, Jämtland, 708204-141795)
Tretjärnarna är en sjö i Krokoms kommun i Jämtland och ingår i Indalsälvens huvudavrinningsområde.